# War Front: Turning Point
War Front: Turning Point è un videogioco di strategia in tempo reale, ambientato in Europa durante la seconda guerra mondiale con l'aggiunta di molti elementi inventati, sviluppato da Digital Reality e distribuito nel 2007.

## Trama
Il gioco parla di una possibile 2ª Guerra Mondiale dove Hitler è stato assassinato all'inizio della guerra (sebbene il suo nome non sia mai fatto nel gioco) e sia stato eletto (o si sia auto-eletto) un nuovo Cancelliere, giudicato anche dalla Wehrmacht peggiore di quello vecchio. Inoltre i Nazisti hanno assoggettato l'Inghilterra.

## Modalità di gioco
Ci sono 2 campagne (missioni in sequenza con filmati di intermezzo) per il gioco in singolo, dove si ha la scelta tra alcuni livelli di difficoltà, relative alle forze armate: degli "Alleati" e dei "Tedeschi"; nel gioco in gruppo si hanno a disposizione anche le forze armate dei "Sovietici". Scegliendo la campagna degli Alleati, si comincerà liberando Londra dalla conquista Nazista, per poi spostarsi in Francia e scoprire che c'è un movivmento tedesco che vuole rovesciare il Cancelliere per porre fine alla guerra. In seguito si combatte contro i Sovietici, che fingendo di voler porre fine alla guerra inviano a Berlino, invece di diplomatici, carri armati. Si continua contro i Sovietici fino alla battaglia finale, a Mosca. Scegliendo i Tedeschi, invece, si comincerà prendendo Londra e il sud Inghilterra, per poi allearsi con il movimento di Indipendenza e combattere contro i Sovietici e i Nazisti. Anche lì si scoprirà che i Sovietici hanno tradito le altre nazioni, e si continuerà fino alla conquista di Mosca.
Poi sono presenti vari scenari (e battaglie) utilizzabili soltanto per il gioco in gruppo su LAN o su Internet.

## Caratteristiche delle fazioni
Le diverse fazioni in lotta hanno diverse caratteristiche che bisognerebbe conoscere per sfruttarle al meglio:
Alleati: Forte aviazione, con una scelta ampia che vede i reali B-17 e altri mezzi inventati, come il bombardiere Aphrodite (un aereo telecomandato carico di esplosivi che si schianta sul bersaglio), la bomba Terremoto (una bomba che all'impatto crea un terremoto e che distrugge edifici anche molto distanti dal punto di impatto) e la bomba Atomica. Dispongono inoltre di un GSF, o generatore di scudo di forza, che protegge le unità dagli attacchi nemici. Le loro strutture inoltre producono da sole l'elettricità che le serve.
Tedeschi: Dispongono di corazzati potenti e molto resistenti, quali il Panther, il Tiger, il Carro Sonico e il Maus. Inoltre possono schierare gli Esoscheletri, robot guidati anti-fanteria e, all'occorrenza, anticarro, e lo Zeppelin, un gigantesco dirigibile con devastante potenza di fuoco ma molto lento e vulnerabile alla contraerea. Inoltre dispongono di soldati con Jet pack, armati di lanciafiamme.
Sovietici: Forte fanteria, varia e ben armata. Solo loro possiedono i medici, che possono curare i soldati sul campo. I loro carri armati, inoltre, possono trincerarsi. Così non potranno muoversi, ma acquisiranno una maggiore resistenza. Inoltre il Katyusha (artiglieria a medio raggio realmente esistita) possiede una potenza di fuoco leggermente superiore a quelle degli Alleati o dei Tedeschi. Possiedono anche il Karkhov, un gigantesco carro armato praticamente invincibile e le Torrette Giganti mobili, giganteschi cannoni a lungo raggio devastanti contro le strutture. Inoltre hanno dalla loro parte la tecnologia degli Sputaghiaccio, carri armati che congelano le truppe nemiche, e le bombe Ghiaccio, che congelano tutto ciò che si trova nell'area di impatto.

## Eroi
Alleati:
John Lynch: Colonnello, è l'eroe principale delle forze alleate, armato di un potente lanciagranate particolarmente efficace contro la fanteria e i veicoli leggeri. Il colonnello inoltre può contare su una serie di abilità che gli consentono di riparare i mezzi alleati e di lanciare bombe incendiare. La sua presenza incrementa la corazza dei veicoli alleati vicini a lui.
Anna Herzog: È un agente segreto britannico. È in grado di incrementare il campo visivo delle forze alleate e di arrestare per un certo periodo di tempo gli attacchi nemici.
Vincent Sagnier: Maquisard abile con gli esplosivi. Può far saltare in aria le strutture avversarie e protegge anche i suoi compagni, riducendo i danni causati dalle esplosioni.